# Castel Merlet
Pour les articles homonymes, voir Merlet.
Le Castel Merlet était un château situé au-dessus du village de La Malène, dans les gorges du Tarn, département de la Lozère, en France. Ce château, entièrement ruiné, mais dont les fondations ont été retrouvées, serait le plus vieux château de France et daterait du VIe siècle.

## Situation
Le château est situé sur la commune de La Malène, en Lozère, dans les gorges du Tarn.

## Histoire
L'histoire du Castel Merlet est associée à la vie de saint Ilère, évêque du pays gabales vers l'an 500. Ilère aurait vécu dans un ermitage près de Mende, mais se rendait fréquemment dans les gorges du Tarn. Il aurait fondé un monastère au bord du Tarn, qui pourrait être assimilé au monastère de Sainte-Enimie, tombé rapidement en désuétude.
En ce VIe siècle, le Gévaudan est à la frontière entre les Francs et la Septimanie wisigothique. Les Francs mènent la guerre en Gévaudan et tiennent un siège à La Malène. Les Francs autorisent alors Ilère à racheter les captifs, et l'invitent à manger. Au moment du service, il est demandé à l'évêque de bénir les pains, mais ce dernier refuse cette communion. Furieux, l'hôte menace Ilère puis, au moment où il rajoute du bois au feu, il est emporté dans son élan et tombe dans les flammes. Après cet épisode, les Francs lèvent le siège.
C'est en 2007 que les premières traces du château sont retrouvées. Au fil des découvertes, la date de construction se confirme, faisant du Castel Merlet le plus vieux château connu de France.

### Sources et références
1. ↑  (fr) Midi Libre Lozère du 21 juillet 2009
2. ↑  Félix Buffière, Ce tant rude Gévaudan [détail des éditions], tome I, pp. 200 et 201
3. ↑  (fr) Midi Libre Lozère du 21 juillet 2009
4. ↑  Félix Buffière, Ce tant rude Gévaudan [détail des éditions], tome I, p. 202